# Iglesia de San Ignacio (George Town)
La Iglesia de San Ignacio (en inglés: Church of St. Ignatius) es el nombre que recibe un edificio religioso que está afiliado a la Iglesia Católica y se encuentra ubicado en Walkers Road en la localidad de George Town en la isla Gran Caimán, en el territorio británico de ultramar de las Islas Caimán, en el Mar Caribe.
El templo sigue el rito romano o latino y esta bajo la jurisdicción de la misión sui iuris de las Islas Caimán (Missio sui iuris insularum Cayanensium) que fue creada en el año 2000 bajo el pontificado del papa Juan Pablo II.
La iglesia en Shedden Road fue completada en el año 1959. En 1971 se creó la Escuela de San Ignacio vinculada al templo. En 1981 se comenzó la construcción del edificio en Walkers Road que sería concluido al año siguiente.